# Вулиця Ентузіастів (Київ)
Ву́лиця Ентузіа́стів — вулиця у Дніпровському районі міста Києва, житловий масив Русанівка. Пролягає від Русанівської набережної (двічі, утворюючи напівкільце) вздовж берега Русанівського каналу.
Прилучаються бульвар Ігоря Шамо і три пішохідних містка через Русанівський канал: до проспекту Соборності, вулиць Бориса Мартоса і Флоренції.

## Історія
Вулиця виникла в 1961 році під назвою 1-ша Нова. Сучасна назва — з 1964 року.

## Будівлі

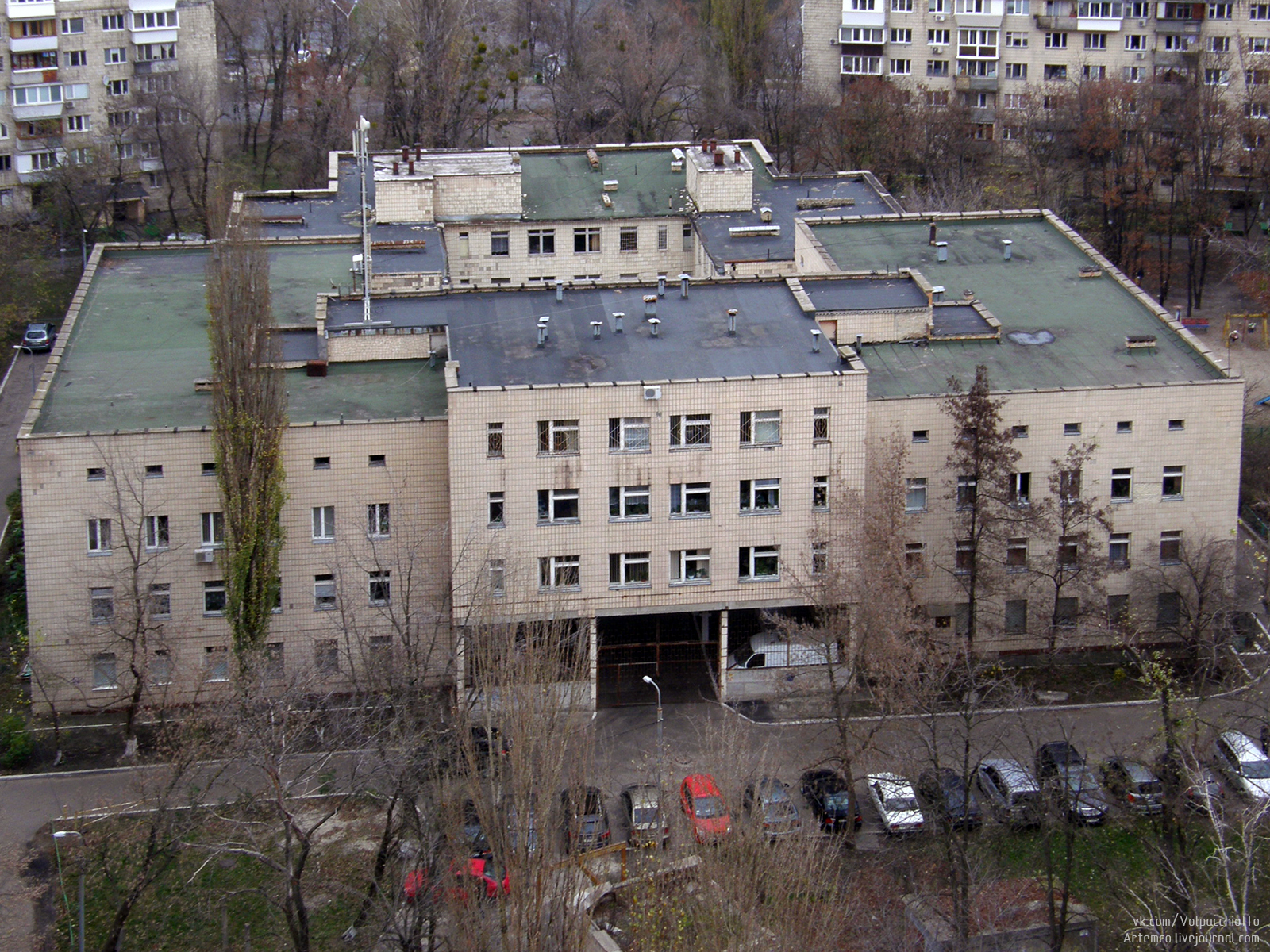
№ 49 – Центр первинної медико-санітарної допомоги «Русанівка»

Переважна кількість будівель вулиці — житлові будинки. Також по вулиці розташовані:
- Поштові відділення № 147 та № 154
- Бібліотека на Русанівці, бібліотека імені Євгена Кравченка для юнацтва
- Дитяча музична школа, декілька дитсадків, гімназія № 136, школа-дитсадок, середня школа № 137
- Готельний комплекс «Славутич»
- Русанівський канал

## Особистості
- У будинку № 3 жили дизайнерка, художниця Христина Гайдамака та науковець-онколог, фотобіолог, фахівець з лазерної медицини Микола Гамалія.
- У будинку № 9 жила художниця Нонна Кисельова.
- У будинку № 11 жив скульптор Владислав Щербина.
- У будинку № 22 жив художник Рафаель Багаутдінов.
- У будинку № 25/1 жили художники Рита Пашкевич і Вадим Корженко.
- У будинку № 25/2 жила мистецтвознавиця Зоя Кучеренко.
- У будинку № 29/1 жив художник Борис Шац.
- У будинку № 41 жив скульптор Іван Андрійчук.
- У будинку № 45 жив мистецтвознавець Зіновій Фогель.
- У будинку № 45/1 жив художник Микола Фомичов.
- У будинку № 47 жив художник Валентин Смирнов, скульптори Юлій Чуєнко, Олег та Олексій Косткевичі.

## Транспорт
Поблизу вулиці розташована станція метро «Лівобережна» та станція «Київська Русанівка». По вулиці проїжджає автобус № 48 (Станція метро «Лівобережна» → вулиця Раїси Окіпної → повністю вулиця Ентузіастів).

## Русанівські фонтани

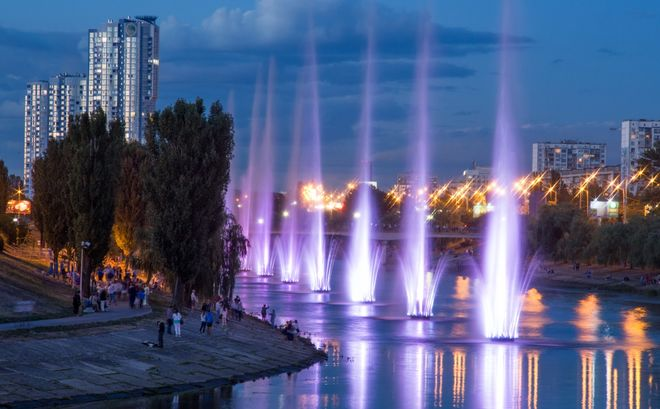
Русанівські фонтани

Русанівські фонтани зведено 1976 року як величну окрасу новозбудованого житлового району. Це винятковий комплекс світло-музикальних водограїв, розташованих в південній частині Русанівського каналу (між вулицею Ентузіастів та проспектом Соборності). Водяний струмінь композиції сягає на понад 30 метрів у висоту. Сьогодні комплекс представлено десятьма світло-музичними фонтанами. Основний водний струмінь оточує кільце з дрібніших, що підсвічуються різними кольорами під музичний супровід. Усі разом, компоненти створюють захопливе шоу, із неповторною і затишною атмосферою, за яким із радістю приходять поспостерігати не лише жителі, а й гості міста.